# Perdita mormonica
Perdita mormonica är en biart som beskrevs av Timberlake 1956. Perdita mormonica ingår i släktet Perdita och familjen grävbin. Inga underarter finns listade i Catalogue of Life.